# Merwinit
Merwinit – minerał z gromady krzemianów, zaliczany do krzemianów wyspowych. Jest minerałem skał krzemianowo-wapiennych utworzonych w strefach kontaktowych. Jest charakterystyczny dla facji sanidynitowej. Współwystępuje ze spurrytem, larnitem i wezuwianem. Jest także składnikiem żużli hutniczych. Tworzy odmianę zasobna w Mn.